# Уровни организации жизни
Уровни организации жизни — иерархически соподчинённые уровни организации биосистем, отражающие уровни их усложнения. Чаще всего выделяют восемь основных структурных уровней жизни:
1. молекулярный,
2. клеточный,
3. тканевый,
4. органный,
5. организменный,
6. популяционно- видовой,
7. биогеоценотический,
8. биосферный.

В типичном случае каждый из этих уровней является системой из подсистем нижележащего уровня и подсистемой системы более высокого уровня.
Следует подчеркнуть, что построение универсального списка уровней биосистем невозможно. Выделять отдельный уровень организации целесообразно в том случае, если на нём возникают новые свойства, отсутствующие у систем нижележащего уровня. К примеру, феномен жизни возникает на клеточном уровне, а потенциальное бессмертие — на популяционном. При исследовании различных объектов или различных аспектов их функционирования могут выделяться разные наборы уровней организации. Например, у одноклеточных организмов клеточный и организменный уровень совпадают.
Одним из выводов, следующих из общей теории систем, является то, что биосистемы разных уровней могут быть подобны в своих существенных свойствах, например, принципах регуляции важных для их существования параметров.

## Молекулярный уровень организации жизни
Представлен разнообразными молекулами, находящимися в живой клетке.
1. Компоненты
  - Молекулы неорганических и органических соединений
  - Молекулярные комплексы
2. Основные процессы
  - Объединение молекул в особые комплексы
  - Осуществление кодирования и передачи генетической информации
3. Науки, ведущие исследования на этом уровне
  - Биохимия
  - Биофизика
  - Молекулярная биология
  - Молекулярная генетика

## Тканевый уровень организации жизни
Тканевый уровень представлен тканями, объединяющими клетки определённого строения, размеров, расположения и схожих функций. Ткани возникли в ходе эволюционного развития вместе с многоклеточностью. У многоклеточных организмов они образуются в процессе онтогенеза как следствие дифференцировки клеток. У животных различают несколько типов тканей (эпителиальная, соединительная, мышечная, нервная). У растений различают меристематическую, защитную, основную и проводящую ткани. На этом уровне происходит специализация клеток.

## Органный уровень организации жизни
Органный уровень представлен органами организмов. У одноклеточных пищеварение, дыхание, циркуляция веществ, выделение, передвижение и размножение осуществляются за счёт различных органелл. У более совершенных организмов имеются системы органов. У растений и животных органы формируются за счёт разного количества тканей. Для позвоночных характерна цефализация, заключающаяся в сосредоточении важнейших центров и органов чувств в голове.

## Организменный (онтогенетический) уровень организации жизни
Представлен одноклеточными и многоклеточными организмами растений, животных, грибов и бактерий.
1. Компоненты
  - Клетка — основной структурный компонент организма. Из клеток образованы ткани и органы многоклеточного организма
2. Основные процессы
  - Обмен веществ (метаболизм)
  - Раздражимость
  - Размножение
  - Онтогенез
  - Нервно-гуморальная регуляция процессов жизнедеятельности
  - Гомеостаз
3. Науки, ведущие исследования на этом уровне
  - Анатомия
  - Биология развития
  - Аутэкология
  - Генетика
  - Гигиена
  - Морфология
  - Физиология

## Популяционно-видовой уровень организации жизни
Представлен в природе огромным разнообразием видов и их популяций.
1. Компоненты
  - Группы родственных особей, объединённых определённым генофондом и специфическим взаимодействием с окружающей средой
2. Основные процессы
  - Генетическое своеобразие
  - Взаимодействие между особями и популяциями
  - Накопление элементарных эволюционных преобразований
  - Осуществление микроэволюции и адаптация к изменяющейся среде
  - Видообразование
  - Увеличение биоразнообразия
3. Науки, ведущие исследования на этом уровне
  - Генетика популяций
  - Эволюция

## Биогеоценотический уровень организации жизни
Представлен разнообразием естественных и культурных биогеоценозов во всех средах жизни.
1. Компоненты
  - Популяции различных видов
  - Факторы среды
  - Пищевые цепи, потоки веществ и энергии
2. Основные процессы
  - Биохимический круговорот веществ и поток энергии, поддерживающие жизнь
  - Подвижное равновесие между живыми организмами и абиотической средой (гомеостаз)
  - Обеспечение живых организмов условиями обитания и ресурсами (пищей и убежищем)
3. Науки, ведущие исследования на этом уровне
  - Биогеография
  - Биогеоценология
  - Экология

## Биосферный уровень организации жизни
Представлен высшей, глобальной формой организации биосистем — биосферой.
1. Компоненты
  - Биогеоценоз
  - Антропогенное воздействие
2. Основные процессы
  - Активное взаимодействие живых и неживых веществ планеты
  - Биологический глобальный круговорот веществ и энергии
  - Активное биогеохимическое участие человека во всех процессах биосферы, его хозяйственная и этнокультурная деятельность
3. Науки, ведущие исследования на этом уровне
  - Экология
    - Глобальная экология
    - Космическая экология
    - Социальная экология

  - Физическая география